# Storsjön (Eds socken, Ångermanland)
Storsjön är en sjö i Sollefteå kommun i Ångermanland och ingår i Ångermanälvens huvudavrinningsområde. Sjön har en area på 0,139 kvadratkilometer och ligger 423 meter över havet.

## Delavrinningsområde
Storsjön ingår i det delavrinningsområde (702740-157933) som SMHI kallar för Mynnar i Stämmaåmyrbäcken. Medelhöjden är 314 meter över havet och ytan är 6,23 kvadratkilometer. Det finns inga avrinningsområden uppströms utan avrinningsområdet är högsta punkten. Vattendraget som avvattnar avrinningsområdet har biflödesordning 5, vilket innebär att vattnet flödar genom totalt 5 vattendrag innan det når havet efter 45 kilometer. Avrinningsområdet består mestadels av skog (92 procent). Avrinningsområdet har 0,14 kvadratkilometer vattenytor vilket ger det en sjöprocent på 2,2 procent.